# Эрландссон, Адриан
Адриан Эрландссон (швед. Adrian Erlandsson, родился 27 октября 1970 года в Мальмё) — шведский рок-музыкант, ударник дум-метал групп Paradise Lost, Brujeria и Netherbird.

## Биография

### Ранние годы
Родился в шведском городе Мальмё. Отец по национальности румын, мать шведка. Занялся музыкой в возрасте 11 лет, играя на барабанах вместе со своим младшим братом. Исполнял со своими друзьями каверы на известные рок-композиции, а также дополнительно занимался с учителем музыки в школе. Свой первый музыкальный коллектив под названием «Penance» Адриан создал вместе с друзьями, и хотя они написали несколько песен, выпустить даже демо-альбом им не удалось.

### At the Gates(1990-1996, 2007-2011)
В 1988 году Эрландссон поступил в Гётеборгский университет, а через два года он прошёл кастинг в шведскую дэт-метал-группу At the Gates. Он был ударником в группе вплоть до её распада и запомнился жёсткой техникой игры на барабанах, что производило прекрасное впечатление на фанатов и вызывало почтение у других музыкантов. В 2007 году группа воссоединилась для того, чтобы дать несколько концертов в рамках программы Suicidal Final Tour.

### The Haunted(1996-1999)
Совместно с братьями Андерсом и Юнасом Бьёрлером Адриан создал новую группу The Haunted, вокалистом в которой был Петер Дольвинг из Mary Beats Jane. Эрландссон параллельно играл в группах Skitsystem и Nifelheim (там он считался высококлассным барабанщикам, но, по мнению музыкантов, самые важные моменты композиций он не всегда успевал заметить и отыграть). В 1999 году Адриан прошёл кастинг в блэк-метал группу Cradle of Filth, однако тут же последовало его увольнение из состава Nifelheim: на блэк-сцене «Cradle of Filth» имели дурную репутацию, а в «Nifelheim» к ней относились если не с глубокой ненавистью, то с презрением.

### Cradle of Filth(1999-2006)
В составе британского коллектива Cradle of Filth Эрландссон проработал семь лет, приняв участие в записи шести альбомов (лучшим из этих альбомов он считает «Thornography»). В ноябре 2006 года появилось сообщение о том, что Адриан уходит из группы: он захотел сосредоточиться на своих новых проектах Needleye и Nemgain

### Другие проекты (2006—н.в.)
В марте 2006 года Эрландссоном был создан проект Nemhain, исполнявший музыку в стиле раннего мелодик-дэт-метала. Исполнявший изначально партии соло-гитары, Адриан снова стал барабанщиком в группе. Весной 2008 года он записал первый альбом группы From the Ashes, который появился в продаже в апреле 2009 года.
Весной того же 2006 года Адриан начал работу в новом проекте Needleye, с которым выпустил единственный альбом Ode to None (после записи альбома проект был распущен). В сентябре Адриан появился в мексиканской дэт-метал-группе Brujeria под псевдонимом «El Podrigo» (с исп. — «Гнилой»), с которой выступил на концертах в Испании (в данный момент группа готовит к выпуску новый альбом).
В 2007 году Адриан принял участие в записи партии ударных альбома Heiliges Herz – das Schwert deiner Sonne немецкой группы Samsas Traum, отыграв на нескольких концертах группы. В том же году он в составе ещё одной шведской группы Netherbird, записав партию ударных для мини-альбома Lighthouse Eternal (Laterna Magika) и для альбомов The Ghost Collector (2008) и Monument Black Colossal (2010). В конце 2007 года он поучаствовал в записи ударных партий для трёх мини-альбомов лондонской группы Green River Project.
В 2008 году Адриан появился в составе группы Deathstars, выступая на их концертах в Европе на разогреве у группы Korn. Он принял участие в записи альбома Night Electric Night, появившись на одноимённом сингле. Через год Эрландссона пригласила блэк-метал группа Code, для которой он записал альбом Resplendent Grotesque. В 2010 году он присоединился к группе Martyr Lucifer для записи альбома Farewell to Graveland, который вышел через год. 16 марта 2009 года стал участником британской группы Paradise Lost, с которыми записал два лонгплея Tragic Idol (2012) и The Plague Within (2015). Однако ввиду занятости в других группах, среди которых наиболее заметны были его "родные" At the gates, Адриан периодически пропускал некоторые шоу Paradise Lost, где его подменяли другие барабанщики (например бывший барабанщик Paradise Lost Джефф Сингер). 14 июня 2016 года на своей странице в Facebook Адриан написал, что покидает Paradise Lost.

## Полная дискография
At The Gates
- Gardens of Grief  (EP) (1991)
- The Red in the Sky is Ours (1992)
- With Fear I Kiss the Burning Darkness (1993)
- Terminal Spirit Disease (1994)
- Slaughter of the Soul (1995)

Cradle of Filth
- From the Cradle to Enslave (1999)
- Midian (2000)
- Damnation and a Day (2003)
- Nymphetamine (2004)
- Thornography (2006)

Deathstars
- Night Electric Night (2008)

Needleye
- Death by Design (2002)

Code
- Resplend Grothesque (2008)

The Haunted
- The Haunted (1998)

Terror
- Demo 1994

H.E.A.L.
- There Can Be Only One EP (1994)

Paradise Lost
- Tragic Idol (2012)
- The Plague Within (2015)

## Семья
Женат на фотомодели Морриган Хэл (она же Амбер Эрландссон), которая поёт в одной из его рок-групп Nemhain. Есть младший брат Даниэль Эрландссон, ударник в группах Arch Enemy и Carcass.